# 白井綾
白井 綾（しらい あや）は、日本のAV女優。AV女優の中でも、とりわけ企画単体（キカタン）女優として取り上げられる事が多い。また、作品によっては白井あやと紹介されている場合もある。
生年月日は不詳（1982年8月8日とも1978年とも表記されたりしている）。京都府出身。血液型：A型。身長：157cm。スリーサイズ：96(F70)-59-88。

## 略歴
2003年にAVデビュー。拘束・SM等のジャンルの作品に出演している。
既に引退していると思われる。

## 作品

### アダルトビデオ
- 欲望の奴隷たち4（シネマジック）
- えろStyle02（プラチナソフト）
- 仮面被虐妄想（イエローボックス）
- 癒しボイン2（プラチナソフト）
- B.B ボインボム02（シャイ企画）
- 大丈夫！ダイジョーブ！ちょっと、ちょっとだけだから！もうちょっとだから！（アットワンコミュニケーション）
- 上司が覗いてるからもうやめて・・・（ケーティーファクトリー）
- 責め縄秘画報 縄悦 其ノ二 不義密通妻折檻（AtA）
- 踊る淫乳（芳友社）
- 極上4時間緊縛（イエローボックス）
- 昭和レトロ夜話し⑧好色縄・ふたりの浮気部屋（明和プランニング）
- 極上エロ巨乳（笠倉出版社）
- 乱舞’06-2（AVA）